# Women's Weapons
Women's Weapons è un film muto del 1918 diretto da Robert G. Vignola.

## Trama
Il tranquillo tran tran familiare della famiglia Elliott viene sconvolto quando i due bambini si prendono la scarlattina. Per evitare il contagio, Nicholas, il padre, è costretto a cercare alloggio in città. Tutto solo, Nicholas, che è un romanziere, comincia a frequentare Esmee Hale, che collabora con lui come illustratrice. La donna, libera e indipendente, decide di ravvivare la vita monotona dello scrittore imbastendo una relazione con lui.
Nicholas comincia a pagare i conti di Esmee, cosa che lo porta presto vicino al fallimento. Sua moglie Anne, intanto, lasciata a casa con i bambini, ha investito i suoi soldi in maniera oculata, triplicando il capitale. Venendo a sapere della relazione del marito, Anne invita Esmee nella loro casa al mare durante le vacanze estive con la scusa di farla collaborare con Nicholas alla stesura della sua nuova commedia. Poi, fingendosi malata, si ritira nella sua stanza da letto, lasciando la cura della casa e dei figli ad Esmee. Messa alla prova come donna di casa, Esmee si rivela un disastro. La cucina e i lavori domestici le creano attacchi di nervosismo e di cattivo umore tanto da indurla a piantare Nicholas e famiglia. Lo scrittore torna dalla sua amorevole Anne, grato per averlo liberato dall'amante.

## Produzione
Il film fu prodotto dalla Famous Players-Lasky Corporation.

## Distribuzione
Distribuito dalla Paramount Pictures e dalla Famous Players-Lasky Corporation, il film - presentato da Jesse L. Lasky - uscì nelle sale cinematografiche statunitensi il 24 novembre 1918.